# الرابطة الوطنية لكرة القدم المحترفة (تونس)
الرابطة الوطنية لكرة القدم المحترفة (بالفرنسية: Ligue nationale de football professionnel)‏ وتختصر LNFP وهي منظمة رياضية تأسست سنة 1994 تجمع أندية كرة القدم التونسية المحترفة وأربعة عشر ناديًا من الرابطة المحترفة الأولى والأندية الأربعة عشر من الرابطة المحترفة الثانية. وتدير تحت سلطة الجامعة التونسية لكرة القدم.
بعد تجديد مكتب الجامعة التونسية لكرة القدم واستقالة بعض أعضاء الرابطة، يجب إجراء انتخابات مبكرة. ومع ذلك، يجب على المرء أولاً تعديل اللوائح التي سمحت سابقًا بتعيين ثلث الأعضاء، من أجل تحقيق انتخابات ديمقراطية كاملة.

## الرؤساء
- 1994–1998 : عبد اللطيف الدهماني
- 1998–2000 : خالد سانشو
- 2000–2002 : محمد الرياحي
- 2002–2003 : فتحي بن يوسف
- 2003–2004 : توفيق عنان
- 2004–2010 : علي الحفصي الجديدي
- 2010–2012 : محمد سلامي
- 2012 : أحمد الورفلي (مؤقت)
- 2012–2016 : محمد سلامي[2]
- 2016–2020 : حفيظ الشمباح[3]
- 2020–2024 : محمد العربي
- 2024–الآن: محمد عطا الله

## المسابقات

### البطولات
- الرابطة التونسية المحترفة الأولى لكرة القدم
- الرابطة التونسية المحترفة الثانية لكرة القدم

### كؤوس
- كأس تونس
- كأس الرابطة التونسية المحترفة
- كأس السوبر التونسي